# Luis Jiménez (obispo)
Luis Jiménez (1586-1636) fue un prelado católico que sirvió como obispo de Ugento (1627-1636).

## Biografía
Luis Jiménez nació en  Cuenca, España y fue ordenado Sacerdote en la  Orden Real y Militar de Nuestra Señora de la Merced. el 3 de junio de 1627, el fue seleccionado por el Rey de España y oficializado por el Papa Urbano VIII como obispo de Ugento el 30 de agosto de 1627.El 8 de septiembre de 1627, el fue consagrado obispo por Cosimo de Torres, Cardenal de San Pancrazio con Giuseppe Acquaviva, Titular Arzobispo de Thebae, y Francesco Nappi (Obispo), Obispo de Polignano. El sirvió como Obispo de Ugento hasta su muerte en 1636.